# Dungeon Provincial Park
Dungeon Provincial Park är en park i Kanada.   Den ligger i provinsen Newfoundland och Labrador, i den östra delen av landet, 1 700 km öster om huvudstaden Ottawa. Dungeon Provincial Park ligger 22 meter över havet.
Terrängen runt Dungeon Provincial Park är platt. Havet är nära Dungeon Provincial Park norrut. Runt Dungeon Provincial Park är det glesbefolkat, med 16 invånare per kvadratkilometer.. Närmaste större samhälle är Bonavista, 2,9 km sydväst om Dungeon Provincial Park. 